# Luna 16
Luna 16 (en russe Луна-16 également appelée Lunik 16 ou Objet 04527) est une mission spatiale robotique du programme spatial soviétique Luna lancée en 1970 vers la Lune. La sonde spatiale réussit pour la première fois dans l'histoire de l'exploration spatiale à recueillir et rapporter sans intervention humaine un échantillon du sol d'un autre corps céleste sur Terre. À la date de lancement, des roches lunaires avaient déjà été rapportées sur Terre par les missions américaines Apollo 11 et Apollo 12.

## Contexte

### Le programme Luna et la course à l'Espace
La Lune est le premier objectif visé par les missions interplanétaires lancées au début de l'ère spatiale. L'Union soviétique dispose d'une certaine avance, grâce notamment à la puissance de ses lanceurs, dans la Course à l'espace qui l'oppose aux États-Unis et qui reflète la guerre froide qui sévit entre les deux superpuissances mondiales de l'époque. L'astronautique soviétique réalise un grand nombre de premières au cours de ses premières missions d'exploration de la Lune regroupées au sein du programme Luna : première photo de la face cachée de la Lune, premier atterrissage en douceur sur le sol lunaire. Mais progressivement le programme spatial américain et plus particulièrement le programme d'exploration de la Lune monte en puissance. La NASA lance d'une part en 1961 le programme Apollo qui doit avant la fin de la décennie déposer des hommes sur la Lune, d'autre part elle développe plusieurs programmes de sondes automatiques tels que les atterrisseurs Surveyor ou les orbiteurs Lunar Orbiter. L'Union soviétique réplique en fixant des objectifs toujours plus ambitieux à ses sondes lunaires et en lançant en 1964 un programme spatial habité concurrent du programme Apollo.

### Développement de la mission de retour d'échantillon
Fin 1968, les responsables de l'Union soviétique constatent que le programme Apollo  avance rapidement et que les américains pourraient réussir prochainement à déposer des hommes sur la Lune. Le programme concurrent développé par l'Union soviétique a par contre pris beaucoup de retard. Pour ne pas perdre, en cas de réussite américaine, tout le prestige acquis par l'astronautique soviétique grâce à ses réussites du début des années 1960, les soviétiques décident de développer en parallèle de leur programme habité lunaire, un programme de sonde automatique ayant pour objectif de ramener un échantillon du sol de la Lune avant les astronautes de la NASA. La sonde comporte un étage de descente chargé d'atterrir sur la Lune et un véhicule de retour chargé de ramener l'échantillon. L'étage de descente est celui du rover Lunokhod en cours de mise au point (modèle Ye-8). L'objectif est difficile à atteindre car la masse totale de la sonde ne doit pas dépasser la capacité du lanceur lourd Proton 8K82K. Par ailleurs, il s'agit d'une mission qui nécessite de réussir à enchainer beaucoup de tâches complexes et les ingénieurs soviétiques ne disposent que de quelques mois pour développer l'étage de retour, le système de prélèvement d'échantillon et la capsule qui doit revenir sur Terre. Pourtant, dès juin 1969, un premier exemplaire est disponible pour l'envol. Le lanceur Proton a été optimisé pour porter sa capacité de lancement vers l'orbite lunaire de 5500 à 5 880 kg, poids final de la nouvelle sonde.

### Premières tentatives infructueuses
La première tentative (nommée E-8-5-402) a lieu le 14 juin 1969 mais le dernier étage du lanceur Proton ne parvient pas à s'allumer et la sonde retombe dans l'Océan Pacifique. Le deuxième essai, Luna 15, est lancé le 13 juillet 1969 trois jours avant le lancement d'Apollo 11. La sonde se met en orbite autour de la Lune et entame sa descente vers le sol lunaire peu après celle du module lunaire d'Apollo 11. Mais l'atterrissage se passe mal et la sonde s'écrase sur le sol de la Lune. L'objectif principal de la mission ne peut être rempli, car Apollo 11 ramène quelques jours plus tard les premières roches lunaires sur Terre. Les trois tentatives suivantes qui ont lieu le 23 septembre 1969, le 22 octobre 1969 et le 6 février 1970 sont toutes des échecs imputables au lanceur Proton.

## Caractéristiques techniques de la sonde Luna 16

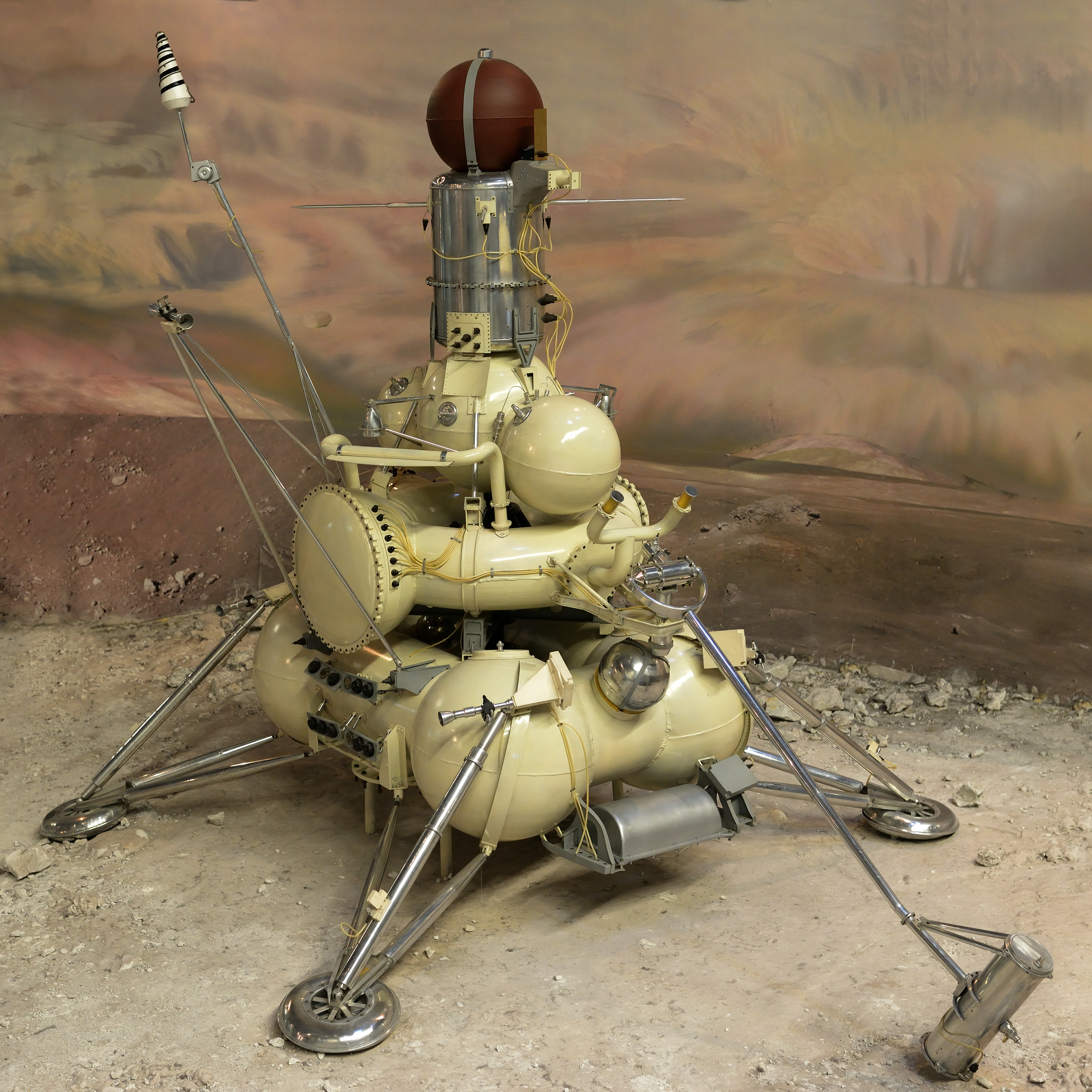
Maquette de la sonde Luna 16 exposée au Musée mémorial de l'astronautique à Moscou

La sonde Luna 16 fait partie des engins de la série Ye-8-5 qui regroupe les sondes du programme Luna conçues pour rapporter un échantillon du sol lunaire sur Terre. Onze sondes de cette série ont été lancées mais seulement trois ont réussi leur mission. Les sondes de type Ye-8-5 comprennent un étage de descente surmonté d'un étage chargé de ramener la capsule contenant l'échantillon sur Terre. La masse totale de la sonde au départ de la Terre est de 5 880 kg, et 1 880 kg après l'atterrissage.
La sonde communique sur la fréquence 183,6 mégahertz, fréquence suivie par les spécialistes occidentaux comme l'observatoire de Jodrell Bank en Angleterre et celui de Bochum en Allemagne.

### L'étage de descente
L'étage de descente est pratiquement identique à celui qui avait été développé auparavant pour poser le rover Lunokhod sur le sol lunaire. Les différences portaient sur la suppression des rampes permettant au rover de descendre sur le sol lunaire et l'ajout du système de prélèvement d'échantillon de sol, pour les huit premières missions[pas clair] d'une paire de caméras de télévision stéréo pour filmer le site d'atterrissage et d'un éclairage pour les atterrissages de nuit. Un compartiment toroïdal contenant l'instrumentation et l'avionique pour les opérations au sol remplaçait les rampes d'origine et servait de support pour le lancement du véhicule de retour.

### Le véhicule de retour
Le véhicule de retour est situé au-dessus de l'étage de descente. Cet engin de 520 kg (245 kg sans le carburant) est composé d'un compartiment d'équipement abritant l'avionique, de forme cylindrique en position verticale surmontant les trois sphères contenant le carburant et le moteur-fusée principal. Celui-ci (KRD-61 Isayev) est du même type que le moteur de l'étage de descente mais sa poussée n'est pas modulable. Il brule un mélange d'acide nitrique et de UDMH et fournit une poussée de 18,8 kNewtons durant 53 secondes qui génère un delta-V de 2,6 à 2,7 km/s suffisant pour échapper à l'attraction de la Lune.

### La capsule d'échantillon
La capsule contenant l'échantillon est la seule partie de la sonde qui revient sur Terre. C'est une sphère de 50 cm de diamètre pesant 34 kg recouverte d'un matériau ablatif qui protège son contenu de la chaleur au moment de la rentrée atmosphérique qui s'effectue à une vitesse de 11 km/s. La capsule subit une décélération allant jusqu'à 315 g. La capsule utilise un système de parachute pour annuler sa vitesse finale avant l'arrivée au sol : un parachute pilote d'une superficie de 1,5 m2 est suivi par le parachute principal de 15 m2.

## Déroulement de la mission Luna 16

### Lancement et arrivée sur le sol lunaire
Luna 16 est lancée depuis le cosmodrome de Baïkonour le 12 septembre 1970 à 13 h 25 UTC par une fusée de type Proton 8K82K qui la place sur une orbite d'attente. Soixante-dix minutes plus tard, le dernier étage du lanceur, un Bloc D, est rallumé et injecte la sonde lunaire sur une orbite de transit vers la Lune. Une correction de trajectoire à mi-course est effectuée le 13 septembre. Le 17 septembre, la sonde utilise ses moteurs pour se placer sur une orbite quasi circulaire autour de la Lune de 110 × 119 km avec une inclinaison de 71°. Après avoir effectué des mesures du champ gravitationnel tout au long de l'orbite, le moteur est allumé à deux reprises les 18 et 19 septembre de manière que le périgée (périlune) soit abaissé à 15,1 km juste au-dessus du site d'atterrissage (apolune 106 km). Le 20 septembre, les réservoirs externes sont éjectés alors que la sonde approche du périgée puis le moteur de l'étage de descente est allumé durant 270 secondes pour annuler la vitesse orbitale. La sonde tombe alors en chute libre ; un altimètre remet en marche le moteur lorsque la sonde est descendue à l'altitude de 600 mètres et que sa vitesse est de 700 km/h. À 20 mètres du sol, le moteur est coupé alors que la vitesse est tombée à 7 km/h. À 5h18 UTC, la sonde touche le sol de la Lune dans la mer de la Fertilité à la vitesse de 17 km/h à seulement 1,5 km de l'endroit visé, aux coordonnées 0° 24' N et 56° 18' E. L'agence Tass décrit alors les détails de la procédure de descente et d'alunissage, mais ne précise pas quelle va être la suite de la mission.

### Décollage et retour sur Terre
Luna 16 a atterri durant la nuit lunaire et contrairement aux premiers exemplaires du modèle, ne dispose pas de projecteurs pour éclairer la zone dans laquelle l'échantillon doit être prélevé. La foreuse est déployée une heure après l'atterrissage. Au bout de 7 minutes, le foret s'est enfoncé de 35 cm et bute sur un obstacle. Le bras relève la foreuse et l'échantillon de sol est déversé dans la capsule située au sommet de l'étage de retour par une ouverture latérale qui est ensuite refermée. Une partie du matériau prélevé est perdu durant cette phase. Après un séjour de 26 heures à la surface de la Lune, le 21 septembre, le moteur du véhicule de retour est allumé pour le décollage et ayant atteint une vitesse de 2,7 km/s échappe à l'attraction de la Lune et se dirige vers la Terre. La manœuvre de décollage est détectée et annoncée par les observatoires occidentaux et confirmée par l'agence Tass quelques heures après. L'étage de descente continue pendant ce temps à effectuer des relevés réguliers de la température et des rayonnements. Le 24 septembre, alors que l'étage de retour se trouve à 48 000 km de la Terre, la capsule contenant l'échantillon est larguée et entame peu après la rentrée atmosphérique à une vitesse de 11 km/s. La décélération atteint un pic de 350 g. À l'altitude de 14,5 km, le parachute pilote est déployé suivi à 11 km par le parachute principal tandis que les antennes du transpondeur, destiné à faciliter la récupération, sont déployées. La capsule se pose à environ 80 km de la ville de Djezkazgan au Kazakhstan, à 400 km du cosmodrome de Baïkonour, point de départ de la sonde. Après ouverture de la capsule, les Soviétiques constatent que le système de prélèvement a bien fonctionné et qu'ils disposent désormais de 100 grammes de sol lunaire.

## Tentative d'exploitation politique du succès de Luna 16
Compte tenu du délai très court qui s'est écoulé entre le début du projet et la première mission réussie, Luna 16 constitue une réalisation particulièrement remarquable. Pour l'astronautique et les dirigeants soviétiques, le succès de Luna 16 constitue un succès inespéré qui compense en partie la défaite essuyée lorsque la NASA en juillet 1969 a fait atterrir pour la première fois des astronautes sur le sol lunaire sans que les Soviétiques puissent afficher une quelconque réussite. Depuis le lancement du programme Apollo, les dirigeants soviétiques n'avaient rien révélé de leur intention et le programme lunaire habité soviétique était resté secret (son existence ne sera dévoilée qu'à la fin des années 1980). Certains dirigeants soviétiques insinuèrent que leur intention était dès le départ de ne pas se lancer dans un projet aussi coûteux que celui du programme Apollo mais de parvenir au même résultat à l'aide de missions automatiques avec un budget dix à cent fois inférieur. L'argument est toutefois faible dans la mesure où, à l'époque de ces déclarations, les deux premières missions Apollo ont déjà ramené 60 kg de roches sélectionnées, alors que l'échantillon de Luna 16 a été prélevé de manière aléatoire et est de très faible dimension, et que le programme américain a par ailleurs permis d'effectuer un certain nombre d'expériences scientifiques in situ.

## Résultats scientifiques
L'échantillon de sol ramené par la sonde, après avoir été transféré dans un récipient rempli d'une atmosphère inerte d'hélium, est transféré à Moscou dans l'Institut de recherche spécialisé où il est immédiatement analysé. Le contenu, constitué d'une poudre sombre de basalte, se révèle similaire aux roches ramenées par la mission Apollo 11 à la même époque. En juin 1971, en application d'accords passés avec la NASA, 3 grammes de l'échantillon sont échangés contre 3 grammes de roches ramenés par la mission Apollo 11 et 3 grammes ramenés par Apollo 12.

## Les suites de la mission Luna 16
Cinq autres missions du même type sont lancés entre 1971 et 1976 dont deux, Luna 20 et Luna 24, parviendront à ramener un échantillon du sol lunaire.
L'Union soviétique produisit en 1970 une série de trois timbres pour commémorer l'événement représentant respectivement l'atterrissage de la sonde sur la Lune, son décollage du sol lunaire et l'arrivée sur Terre de la capsule suspendue à son parachute.

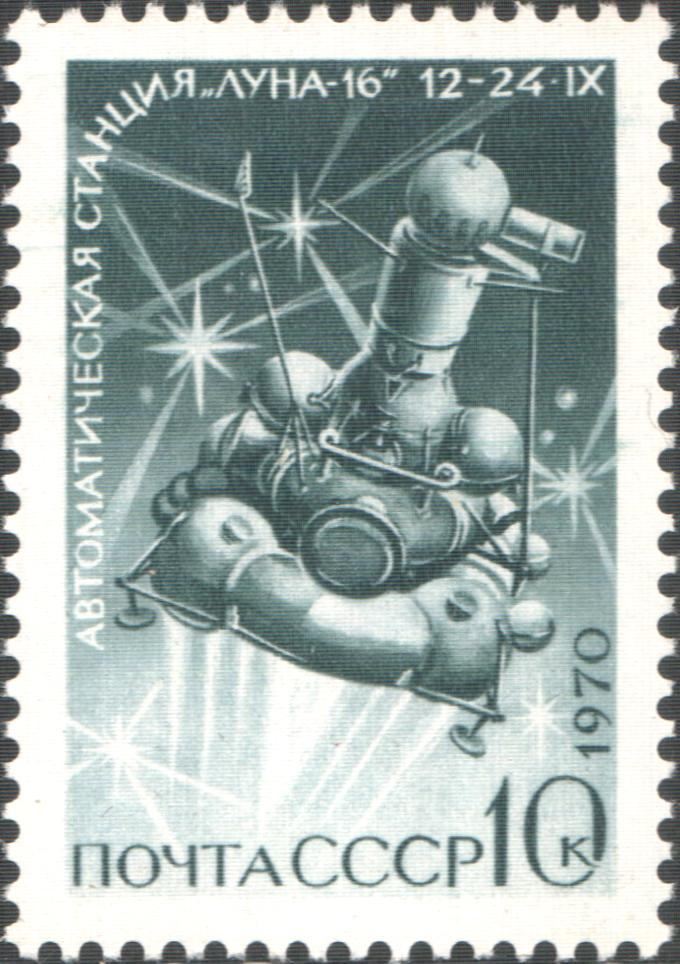
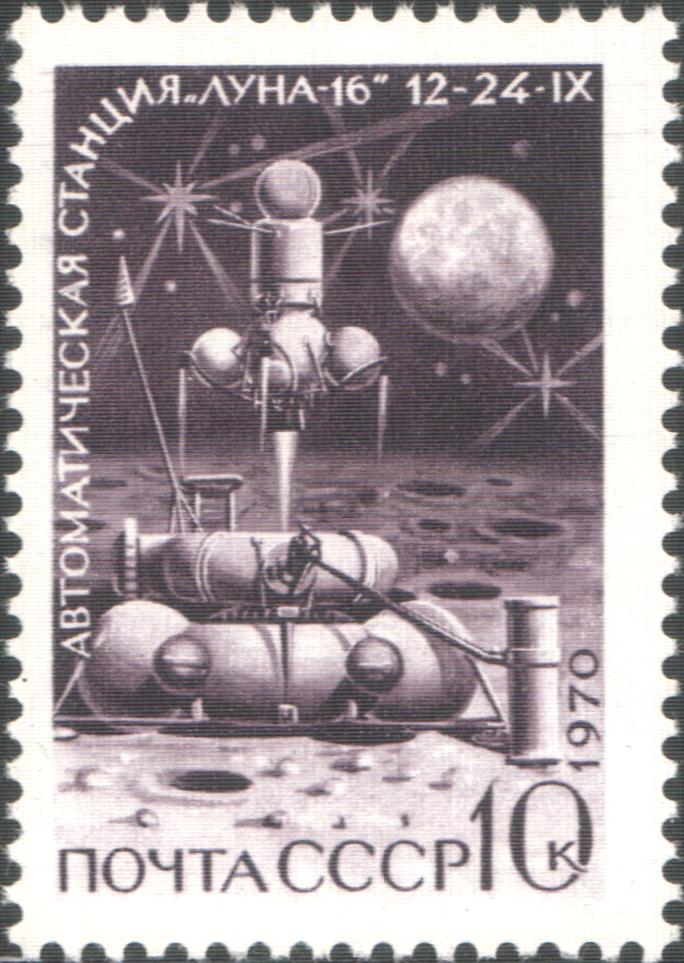
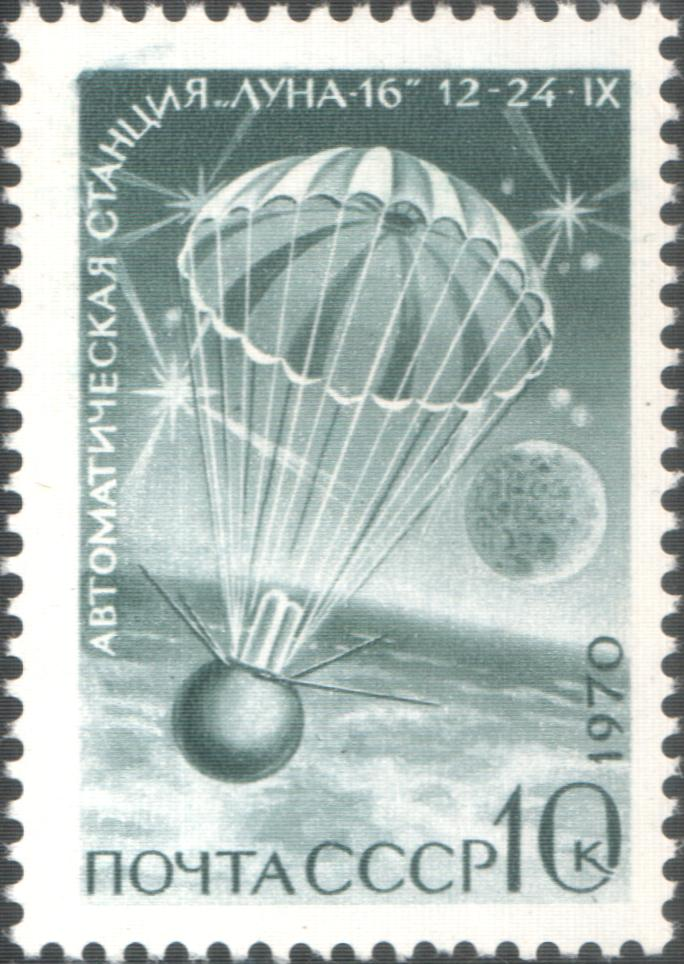

Trois échantillons de roche lunaire ont été initialement offerts à la veuve de Sergueï Korolev, décédé en 1966. Vendu une première fois par Sotheby's pour 442 500 dollars américains en 1993, le lot de trois fragments est vendu 855 000 dollars (751 000 euros) le 30 novembre 2018 lors d'une seconde vente aux enchères organisé par Sotheby's à New York qui déclare qu'il s'agit du seul échantillon qui ne soit pas la propriété d'un gouvernement.

### Sources
- (en) Asif A. Siddiqi, The soviet space race with Apollo, University Press of Florida, 1996, 489 p. (ISBN 978-0-8130-2628-2)
- (en) Wesley T. Huntress et Mikhail Ya. Marov, Soviet robots in the Solar System : missions technologies and discoveries, New York, Springer Praxis, 2011, 453 p. (ISBN 978-1-4419-7898-1, lire en ligne)
- (en) Andrew J. Ball, James R.C. Garry, Ralph D. Lorenz et Viktor V. Kerzhanovichl, Planetary Landers and entry Probes, Cambridge University Press, 2007 (ISBN 978-0-521-12958-9)